# Craterul Glikson

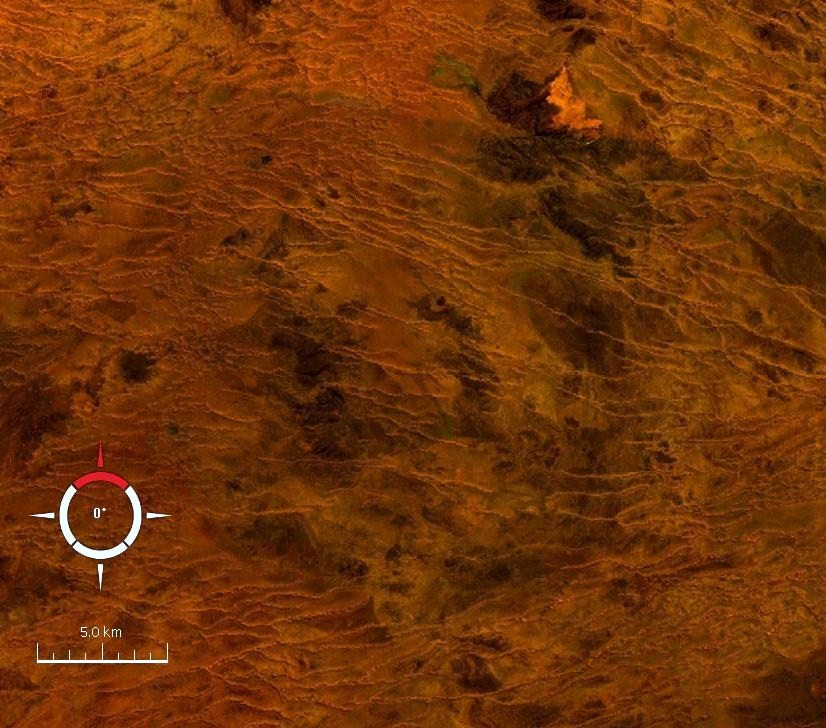
Imagine Landsat a Craterului Glikson.

Glikson este un crater de impact meteoritic în centrul Australiei de Vest.

## Date generale
Acesta are un diametru de aproximativ 19 kilometri și are vârsta estimată la peste 508 ± 5 milioane de ani (Mijlocul Cambrianului). A fost descoperit de către geologul australian A. Y. Glikson în 1997.